# Nowy Szwarocin
Nowy Szwarocin [ˈnɔvɨ ʂfaˈrɔt͡ɕin] est un village polonais de la gmina de Rybno dans le powiat de Sochaczew et dans la voïvodie de Mazovie.
Il se situe à environ 3 kilomètres au sud-est de Rybno, à 8 kilomètres à l'ouest de Sochaczew et à 60 kilomètres à l'ouest de Varsovie.